# (7726) Olegbykov
(7726) Olegbykov (1974 QM2) – planetoida z pasa głównego asteroid okrążająca Słońce w ciągu 3,37 lat w średniej odległości 2,25 j.a. Odkryta 27 sierpnia 1974 roku.